# Mistrzostwa Świata w Kolarstwie Przełajowym 1974
25. Mistrzostwa Świata w Kolarstwie Przełajowym 1974 odbyły się w hiszpańskiej miejscowości Vera de Bidasoa, 24 lutego 1974 roku. Rozegrano wyścigi mężczyzn w kategoriach zawodowców i amatorów.

## Medaliści
| Konkurencja:               | Złoto:           | Czas      | Srebro:            | Czas     | Brąz:               | Czas     |
| Klasyfikacja mężczyzn      |                  |           |                    |          |                     |          |
| Zawodowcy (24 lutego 1974) | Albert Van Damme | 1:19:14 h | Roger De Vlaeminck | + 1:46 m | Peter Frischknecht  | + 1:49 m |
| Amatorzy (24 lutego 1974)  | Robert Vermeire  | 1:08:01 h | Klaus-Peter Thaler | + 1:13 m | Ekkehard Teichreber | + 2:26 m |

## Szczegóły

### Zawodowcy
| Medal | Zawodnik                  | Narodowość | Czas      |
| ----- | ------------------------- | ---------- | --------- |
|       | Albert Van Damme          | Belgia     | 1:19:14 h |
|       | Roger De Vlaeminck        | Belgia     | + 1:46    |
|       | Peter Frischknecht        | Szwajcaria | + 1:49    |
| 4     | Pierre Bernet             | Francja    | + 3:36    |
| 5     | Hermann Gretener          | Szwajcaria | + 4:20    |
| 6     | Julien Van Den Haesevelde | Belgia     | + 4:22    |
| 7     | Michel Baele              | Belgia     | + 4:53    |
| 8     | José María Gonzáles       | Hiszpania  | + 5:17    |
| 9     | Juan Goristidi            | Hiszpania  | + 5:17    |
| 10    | Albert Zweifel            | Szwajcaria | + 6:33    |

### Amatorzy
| Medal | Zawodnik            | Narodowość     | Czas      |
| ----- | ------------------- | -------------- | --------- |
|       | Robert Vermeire     | Belgia         | 1:08:01 h |
|       | Klaus-Peter Thaler  | RFN            | + 1:13    |
|       | Ekkehard Teichreber | RFN            | + 2:26    |
| 4     | Franco Vagneur      | Włochy         | + 2:57    |
| 5     | Czesław Polewiak    | Polska         | + 3:05    |
| 6     | Ueli Müller         | Szwajcaria     | + 3:13    |
| 7     | Alex Gérardin       | Francja        | + 3:15    |
| 8     | Vojtěch Červínek    | Czechosłowacja | + 3:17    |
| 9     | Klaus Jördens       | RFN            | + 3:36    |
| 10    | Gerrit Scheffer     | Holandia       | + 3:59    |

## Tabela medalowa
| Miejsce | Państwo    |   |   |   |   |
| ------- | ---------- | - | - | - | - |
| 1.      | Belgia     | 2 | 1 | 0 | 3 |
| 2.      | RFN        | 0 | 1 | 1 | 2 |
| 3.      | Szwajcaria | 0 | 0 | 1 | 1 |